# Miroslav Brkljača
Miroslav Brkljača (Spalato, 29 settembre 1932 – 2000) è stato un calciatore jugoslavo, di ruolo difensore.

## Carriera
Debuttò con l'Hajduk Spalato l'8 marzo 1953 nella gara interna di campionato persa 0-2 contro il BSK Belgrado. 